# Lycée franco-costaricien
Le Benemérito Lycée Franco-Costaricien (en espagnol : Benmérito Liceo Franco-Costarricense) est un centre éducatif public situé dans le quartier de Sánchez, Curridabat, sur la route Franco-Costarricense dans la Grande Région Métropolitaine de San José, capitale du Costa Rica.
Il a été fondé en 1967, à la suite d'un accord de coopération culturelle entre les gouvernements du Costa Rica et de la France et inauguré en 1968, dans ce qui était connu comme la "Maison des Lions", sur le Paseo Colón, San José. Il est géré par l'Association Franco-Costariciene d'Enseignement (AFCE), fondée en 1967 dans ce but, en même temps que le lycée, en tant qu'association à but non lucratif.
En 2023, par le biais de la loi 10355 la Assemblée Legislative du Costa Rica a octroyé au lycée le plus haut titre decerné par la République Costaricienne, et l´a nommé comme Institution Benemérita de l´Éducation et la Culture Costaricienne.
En tant que lycée international, faisant partie du réseau AEFE, il accueille différentes nationalités, dont la répartition en pourcentage d'élèves par nationalité est la suivante : 80% de Costariciens, 16% de Français, 4% d'autres (35+)

## Histoire

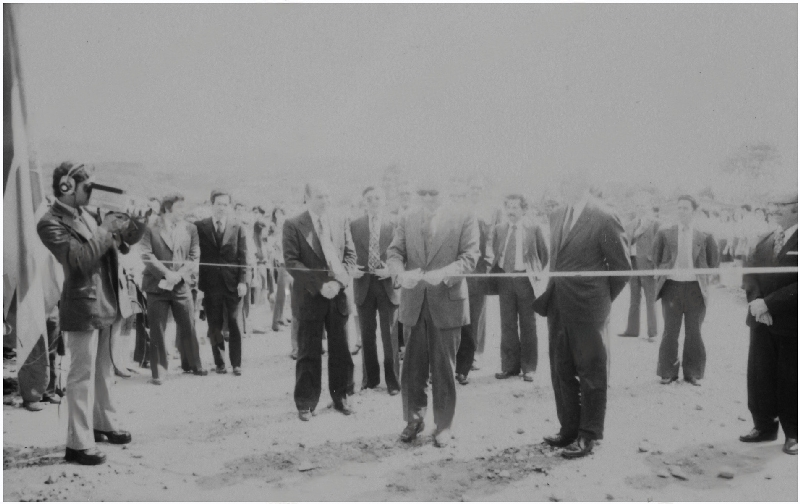
Inauguration des installations actuelles du lycée en 1977 par le Président de la République de l'époque, Daniel Oduber Quirós

Le Lycée Franco-Costaricien a été fondé en 1967, sous le gouvernement de Jose Joaquín Trejos Fernández à la suite de l'échange de notes N° 62 RE et 53335-AE du 30 novembre 1967, qui a donné lieu à l'accord de coopération culturelle entre le Costa Rica et la France. Un an plus tard, il était officiellement inauguré sur le Paseo Colón, San José, Costa Rica, dans ce qui était connu comme la "Maison des Lions", où il résidera pendant 10 ans. En 1969, l'école primaire ouvrait et simultanément l'Assemblée Législative de la République du Costa Rica approuvait officiellement la loi 4481, qui établit le cadre réglementaire du lycée. En 1972, la première promotion de 33 élèves du "Franco" fut diplômée. 
À la suite de cela, en 1977, le lycée a déménagé dans ce qui est encore aujourd'hui son siège, à Sánchez de Curridabat ; limitrophe de la frontière de Tres Ríos, La Unión ; bien qu'il dépende administrativement des deux cantons.

### Controverse 2008
Au cours de l'année 2008, sur instruction du gouvernement de Nicolas Sarkozy, l'Ambassade de France dénonça (rompit) l'accord de coopération culturelle à l'origine du lycée. La raison de cette dénonciation provenait du désir du Gouvernement Français de réduire sa contribution au financement du lycée de 50% à 33%, et que la différence soit compensée par une augmentation des frais incombant aux familles des élèves ; ce qui a été rejeté par ces dernières.Cependant, le ministre de l'Éducation publique de l'époque, Leonardo Garnier, dans des déclarations au journal La Nación, dénonçait le fait que la France cherchait à ouvrir un lycée privé à Santa Ana comme alternative au Lycée Franco-Costaricien. Il faut souligner que les pourcentages ayant circulé sur la répartition du financement n'ont pas été exempts de polémiques.Face à cette situation, l'alarme a été donnée et diverses personnes se sont élevées pour éviter la rupture de l'accord, et avec elle, la fermeture du "Franco". Cela déclencha de multiples négociations, entre l'AFCE, le Gouvernement Costaricien et la France, aboutissant à un accord garantissant la continuité du lycée, mais augmentant la contribution des familles. À la suite de cet accord, l'ambassadeur de France de l'époque, Fabrice Delloye, déclara au journal La Nación que "La France maintient tout ce qui a été promis. La France ne quittera jamais le Lycée, pas plus que le Costa Rica car c'est le pilier de nos relations".

### 50eAnniversaire

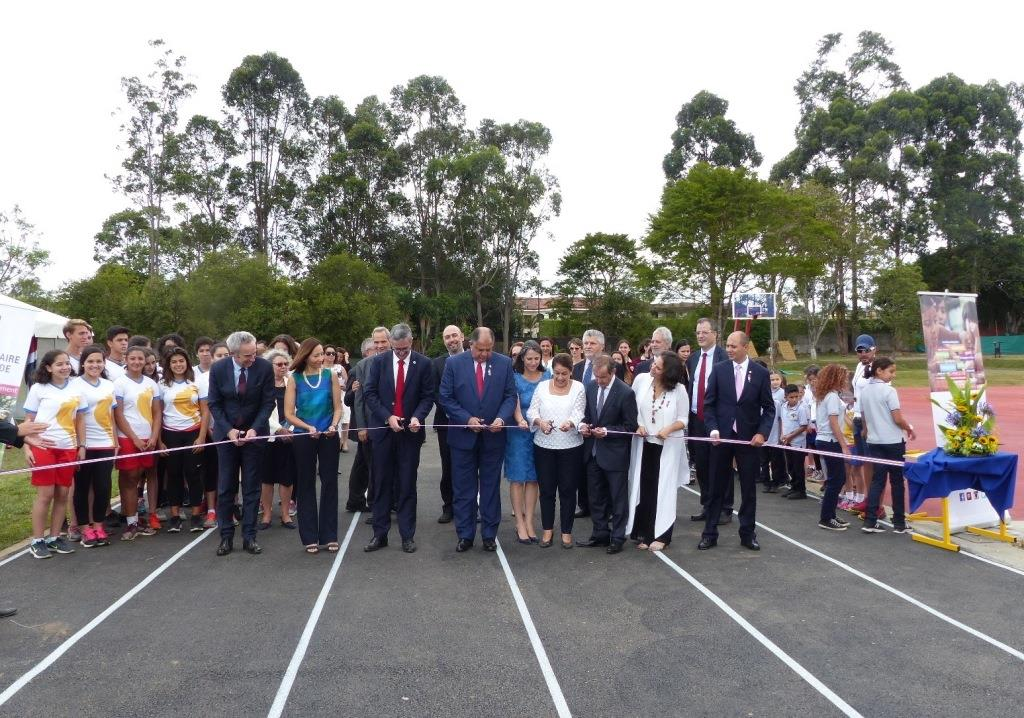

En 2018, le Lycée Franco-Costaricien a célébré ses 50 ans depuis son inauguration. À cette occasion, les gouvernements du Costa Rica et de la France ont signé un accord de modernisation du lycée et organisé diverses activités commémoratives, au cours desquelles ils ont signé une convention pour l'application des tests DELF dans les établissements d'enseignement publics, dans le cadre du projet "Vers le Costa Rica bilingue",.

## Programme d'études
Le programme d'études du Lycée Franco-Costaricien est convenu par les gouvernements signataires par le biais d'une note diplomatique. Celui-ci est un mélange des programmes d'études Costariciens et français, avec des cours dispensés dans les deux langues dès la maternelle. Une fois la Terminale achevée, les élèves obtiennent le Baccalauréat costaricien et le Baccalauréat français.
Le lycée est structuré de la manière suivante :
Maternelle : Pour les enfants de 2 ans et plus, composée de 4 niveaux :
- Toute Petite Section (TPS), de 2 à 3 ans.
- Petite Section (PS), de 4 à 5 ans.
- Moyenne Section (MS), de 5 à 6 ans.
- Grande Section (GS), de 6 à 7 ans.

École primaire : pour les enfants à partir de 7 ans et composée de 5 niveaux :
- Première année (CP), de 7 à 8 ans.
- Deuxième année (CE1), de 8 à 9 ans.
- Troisième année (CE2), de 9 à 10 ans.
- Quatrième année (CM1), de 10 à 11 ans.
- Cinquième année (CM2), de 11 à 12 ans.

Collège : pour les jeunes à partir de 12 ans et composé de 6 niveaux :
- Sixième (6ème), de 12 à 13 ans.
- Cinquième (5ème), de 13 à 14 ans.
- Quatrième (4ème), de 14 à 15 ans.
- Troisième (3ème), de 15 à 16 ans.
- Seconde (2de), de 16 à 17 ans.
- Première (1ère), de 17 à 18 ans.
- Terminale (Tle), de 18 à 19 ans.

## Nature juridique
Le Lycée Franco-Costaricien est une institution publique sui generis de caractère international, régie principalement par les règles établies dans l'accord de coopération culturelle entre le Costa Rica et la France.
Pour cette raison, l'inscription est conditionnée au paiement d'une mensualité, sous forme de cotisation d'associé à l'AFCE. Cependant, les élèves qui démontrent faire partie d'une famille à faibles revenus, peuvent être partiellement ou totalement exemptés du paiement de cette cotisation, au moyen d'une bourse socio-économique.

## Association Franco-Costariciene d'Enseignement
L'Association Franco-Costariciene d'Enseignement est une association à but non lucratif et d'utilité publique, fondée par les gouvernements du Costa Rica et de la France en 1967, dans le seul but de gérer le Lycée Franco-Costaricien.
Cette association est composée des acteurs suivants :
- Gouvernement du Costa Rica. (Fondateur : avec droit de parole, de vote et de veto)
- Gouvernement français. (Fondateur : avec droit de parole, de vote et de veto)
- Parents, mères et représentants légaux des élèves inscrits. (Titulaires : avec droit de parole et de vote)
- Fonctionnaires actifs de l'institution. (Adjoints : avec droit de parole, mais sans vote)
- Anciens élèves et anciens fonctionnaires de l'institution. (Adjoints : avec droit de parole, mais sans vote)
- Associés d'honneur. (Avec droit de parole, strictement sur des questions générales.)

La prise de décision au sein de l'AFCE est confiée à deux instances principales, l'Assemblée Générale (composée de l'ensemble des associés et des représentants gouvernementaux) et le Conseil d'Administration (désigné par l'Assemblée Générale).
L'Assemblée Générale est l'organe décisionnel suprême de l'association et a les attributions suivantes :
- Désigner les membres du Conseil d'administration, de la commission de contrôle, ainsi que tout autre organe créé par l'Assemblée.
- Examiner, approuver ou rejeter les rapports du Conseil d'administration et de la commission de contrôle.
- Établir et approuver les cotisations ordinaires (mensualités), extraordinaires et contributions spéciales.
- Approuver ou rejeter la réforme partielle ou totale des Statuts.
- Approuver les rapports financiers de l'Association.
- Approuver le budget annuel. Dissoudre l'Association.
- Donner son avis sur tout autre sujet convoqué par les Gouvernements.

Le Conseil d'Administration est l'organe administratif de l'association et a les attributions suivantes :
- Dicter les politiques, directives et accords pour la gestion et l'administration des ressources.
- Convocation de l'Assemblée Générale ordinaire et extraordinaire.
- Élaboration de la proposition de budget annuel.
- Gestion des ressources, conformément à ce qui est convenu dans le budget ordinaire.
- Gestion du personnel de l'Association et de ses fonctions. Représentation de l'association.
- Toute autre fonction inhérente au fonctionnement de l'Association.

L'association est financée par le paiement de cotisations mensuelles de la part des associés, ainsi que par tout autre revenu qu'elle pourrait avoir (dons, intérêts, etc.).

## Historique[12]
1967 : Accord de coopération culturelle entre le Costa Rica et la France, par échange de notes N° 62 RE et numéro 53335-AE du 30 novembre 1967.
1968 : Installation du Lycée dans la "Casa de los Leones" (Paseo Colón).
1969 : Promulgation de la loi 4481 du 9 décembre 1969 et ouverture de l'école primaire.
1972 : Première promotion (33 diplômes).
1975 : Ouverture d'un cours préparatoire.
1976-1977 : Transfert à Concepción de Tres Ríos.
1980 : Ouverture d'un deuxième niveau à l'école maternelle.
1982 : Inauguration des laboratoires scientifiques.
1988 : Inauguration du gymnase et des terrains de sport.
1990 : Ouverture de la "Petite Section" en maternelle et des classes de Terminale.
1995 : Inauguration du nouveau CDI, de la Maison des étudiants et de la Salle de théâtre.
1997 : Unification des programmes et réorganisation de l'école primaire. Inauguration de la cantine scolaire et des nouveaux vestiaires du gymnase.
2003 : Ouverture du site web de l'école.
2009 : Réforme de l'accord de coopération culturelle, par échange de notes DM-DGPE-289-09 et 218 du 28 avril 2009.
2012 : Avenant à la convention de 2009, par décret n° 36969-RE du 26/03/2012.
2016 : Approbation du plan de modernisation du Lycée Franco-Costaricien, par échange de lettres 2016-679937 du 21/09/2016.
2018 : Cinquantième anniversaire du Lycée, inauguration de la piste d'athlétisme et rénovation de la zone maternelle.
2019 : Inauguration des nouvelles salles de classe du secondaire.
2020-2021 : Rénovation du mur extérieur du Lycée.
2022 : Inauguration de la nouvelle cantine scolaire et transformation de l'ancienne en salles de classe.
2023: Déclaratoire comme Institution Benemérita de l´Éducation et la Culture Costaricienne, Loi 10355.

## Projet d’établissement
- L’excellence académique
- Maîtriser les langues
- Culture d’établissement
- Promouvoir la culture sous toutes ses formes
- Un établissement numérique